# St. Marien und Willebrord

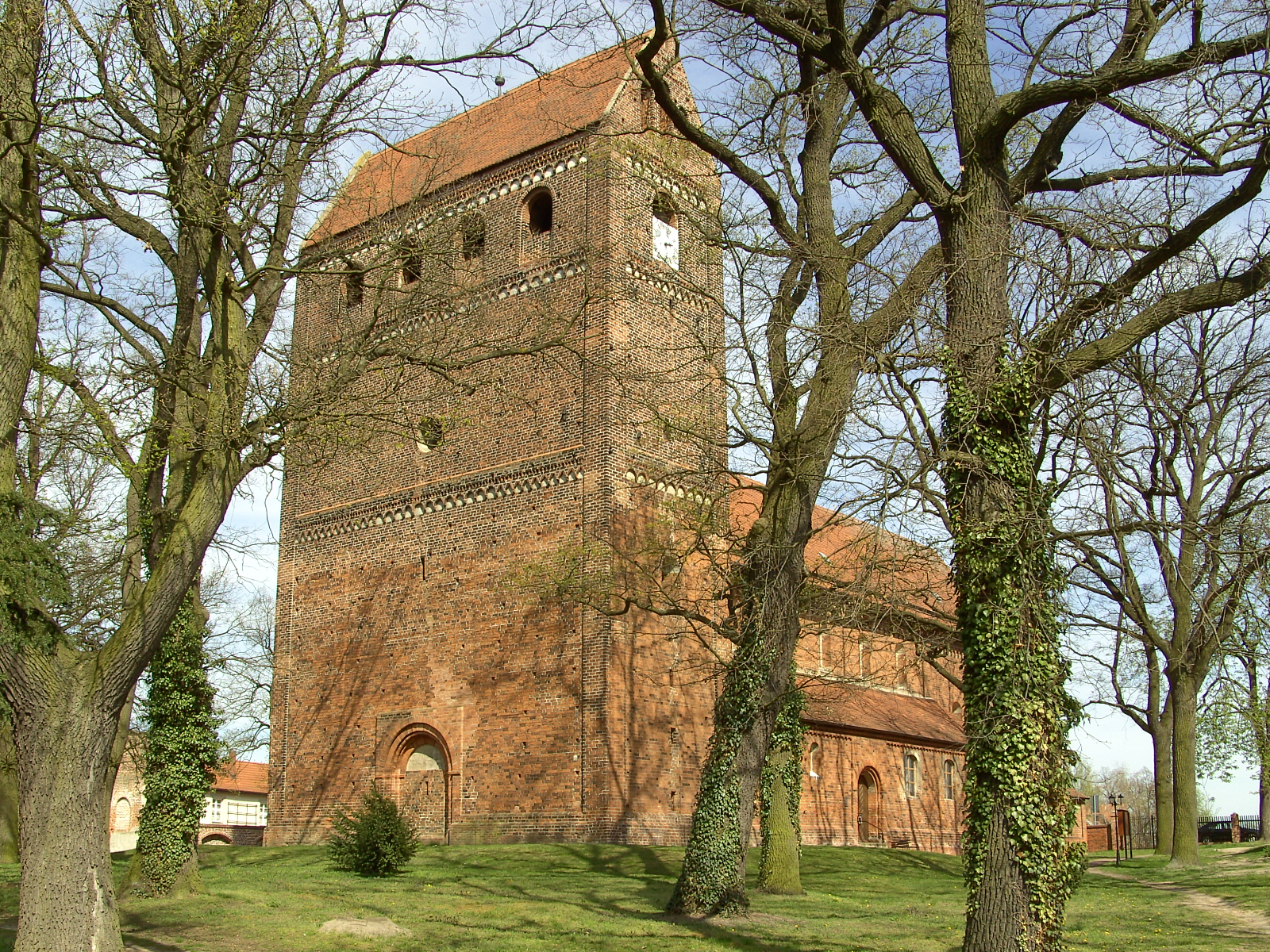
Dorfkirche Schönhausen

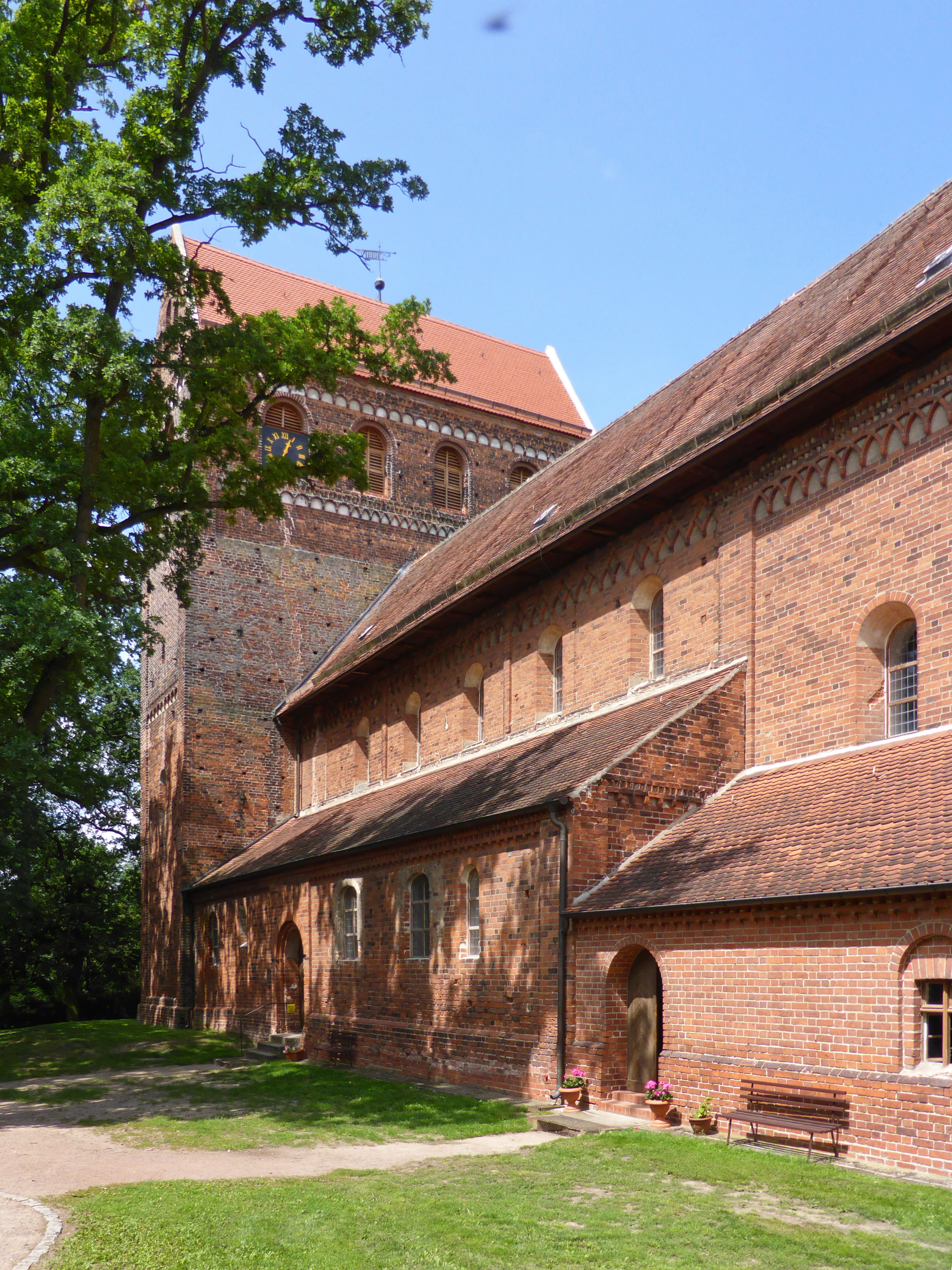
Ansicht von Südosten

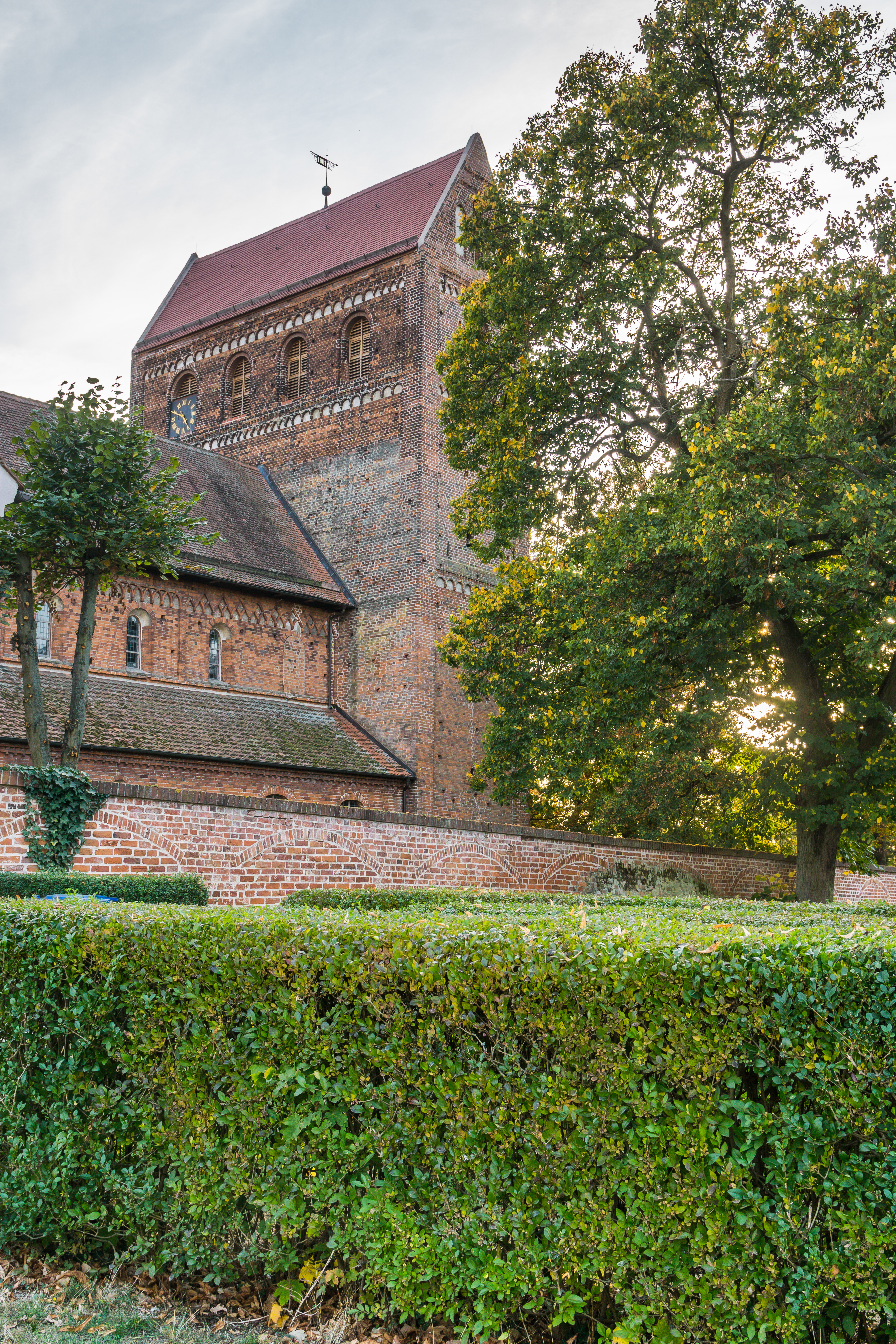
Ansicht von Nordosten

Die evangelische Kirche St. Marien und Willebrord in Schönhausen (Elbe) ist eine frühe Backsteinkirche im romanischen Stil in der Verbandsgemeinde Elbe-Havel-Land in der Altmark in Sachsen-Anhalt. Sie gehört zur Kirchengemeinde Schönhausen im Pfarrbereich Schönhausen der Evangelischen Kirche in Mitteldeutschland und ist eine Station der Straße der Romanik. Die Dorfkirche war im Jahr 1815 Taufkirche Otto von Bismarcks.

## Geschichte und Architektur
Das Gebäude ist ein bedeutender romanischer Backsteinbau in der Nachfolge der Kirche des Klosters Jerichow und gehört zu den frühesten mittelalterlichen Backsteinbauwerken in Mitteldeutschland. Sie wurde urkundlich im Jahr 1212 geweiht und ist damit sicher datiert. Die Kirche ist eine sechsjochige Basilika ohne Querhaus, mit Chorquadrat und halbkreisförmiger Apsis sowie einem ungewöhnlich mächtigen querrechteckigen Westbau. Sie ist der Gottesmutter Maria und dem heiligen Willibrord geweiht. Der Dachstuhl wurde dendrochronologisch (d) auf 1484/85 datiert.
Das Backsteinmauerwerk mit Lisenengliederung ist bemerkenswert sorgfältig ausgeführt und mit Kreuzbogen-, Rauten- und Zahnschnittfriesen verziert. Am Westbau sind auch Rundbogenfriese zu finden.
Das Bauwerk wird von je einem Portal im Westen und im Süden erschlossen, das westliche Portal ist vermauert. Die Portale sind in rechteckigen Mauervorsprüngen eingebaut und zum Teil mit Rundstäben in den Abtreppungen geschmückt. Die Fenster sind zum größten Teil noch im ursprünglichen Zustand erhalten, nur in den Seitenschiffen teilweise barock verändert, wobei noch zwei Fenster im nördlichen und ein Fenster im südlichen Seitenschiff im ursprünglichen Zustand erhalten sind.
Das Glockengeschoss des Westbaues ist mit rundbogigen Schallöffnungen versehen und mit einem Satteldach zwischen je einem Giebel auf der Nord- und Südseite abgeschlossen; in den Giebeln sind je drei pyramidal angeordnete Rundbogenöffnungen beziehungsweise -blenden angeordnet. Ähnlich wie an der verwandten Dorfkirche Melkow finden sich zahlreiche Rillen- und Näpfchenschürfungen am Äußeren der Kirche.

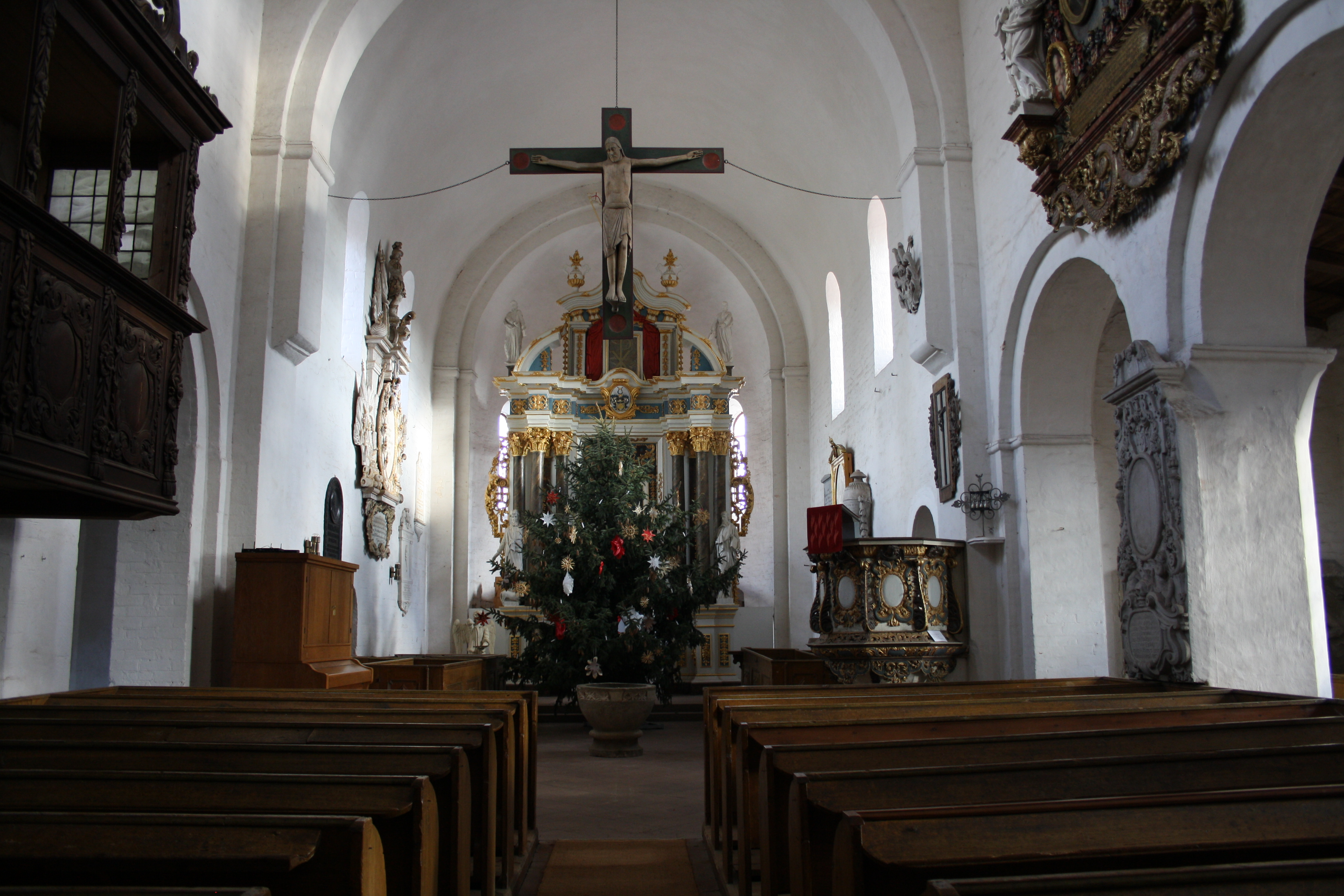
Innenansicht

Das Innere wurde nach Schäden im Dreißigjährigen Krieg zwischen 1665 und 1712 instand gesetzt. Dennoch ist der ursprüngliche Zustand gut erhalten: Der Chor ist mit einem leicht spitzbogigen Tonnengewölbe abschlossen, in das die hochsitzenden Fenster einschneiden, während die Apsis mit einer Halbkuppel versehen ist. An den Apsis- und Triumphbögen sind Kämpfer vorhanden. Die ursprüngliche Sakristei mit Tonnengewölbe ist an die Nordseite des Chores angeschlossen; die jetzige Sakristei wurde gegen Ende des 19. Jahrhunderts an die Südseite des Chores angebaut.
Restaurierungsarbeiten im Innern wurden in den Jahren nach 1980 vorgenommen, eine erneute Restaurierung begann 1989 und schloss eine Turmsanierung in den Jahren 1992/93 ein.

## Ausstattung

### Hauptstücke der Ausstattung

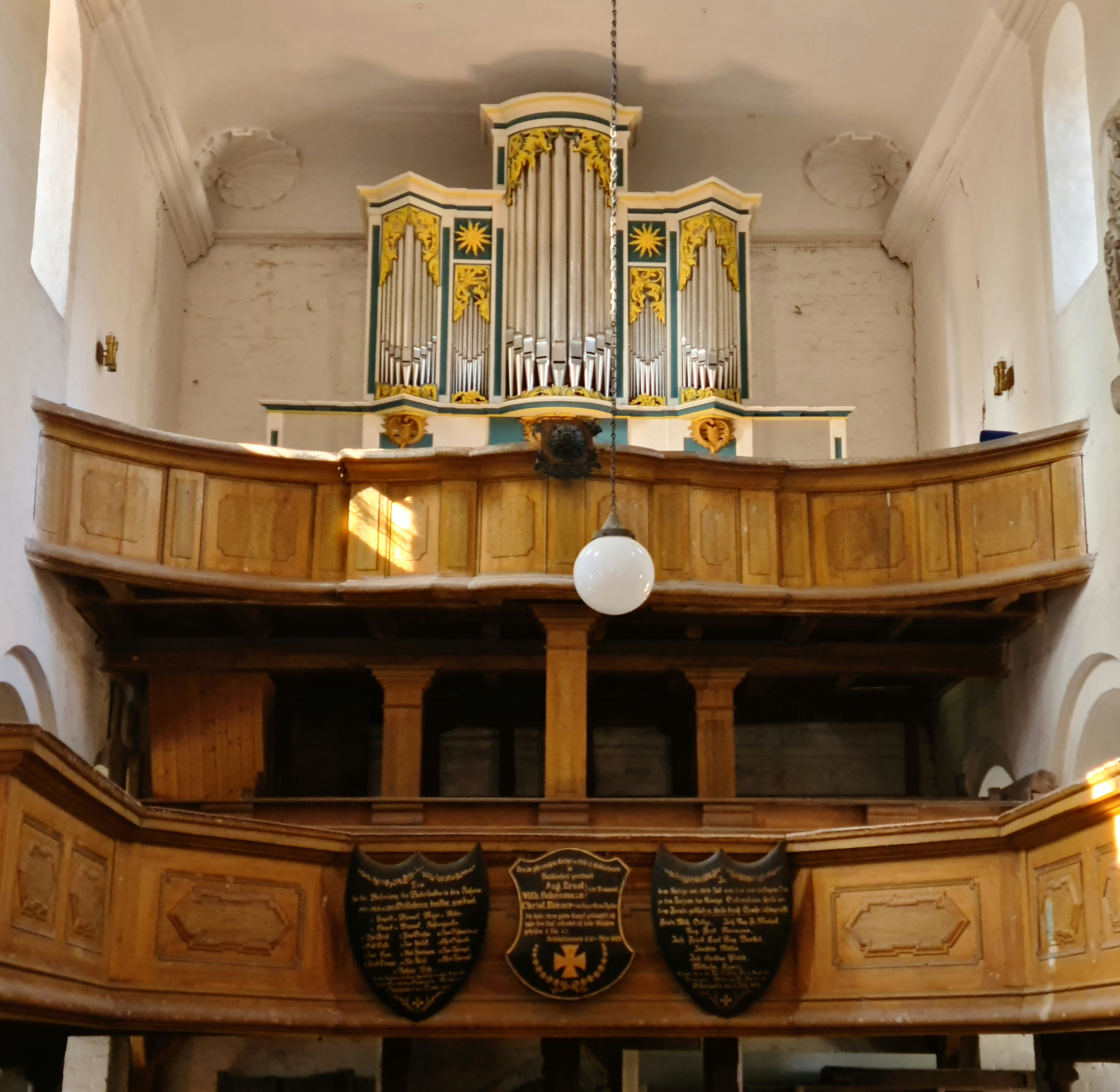
Blick auf die Orgel

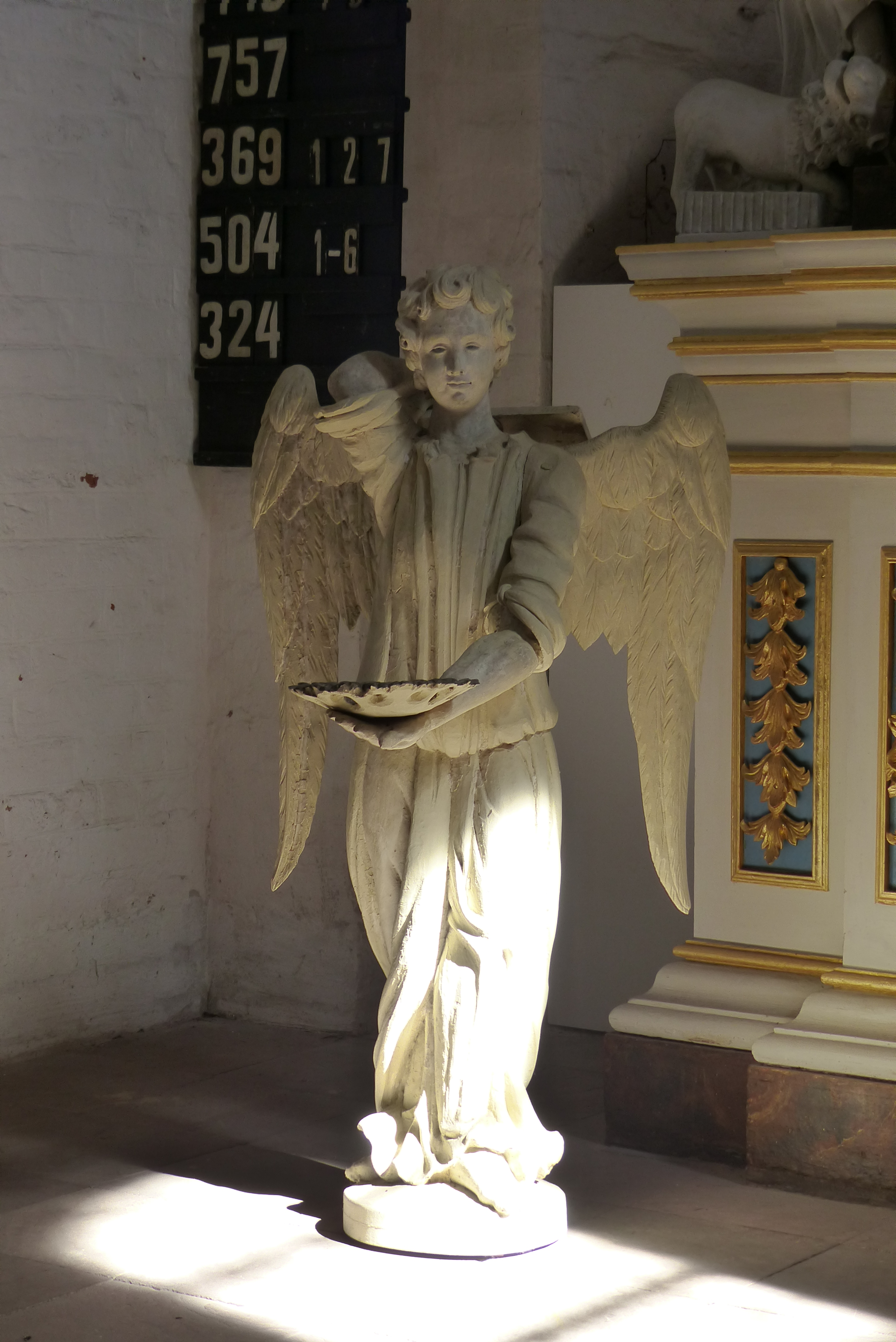
Taufengel

Das älteste Stück ist ein geschnitzter Kruzifixus an einem erneuerten Kreuz im Triumphbogen, der zu den bedeutenden Werken der spätromanischen Plastik gehört. Er wurde auf die Zeit um 1236 (d) datiert und gehört in die Stilstufe vor dem Triumphkreuz im Dom zu Halberstadt. Wie an diesem sind die Füße Christi einzeln genagelt, im Gegensatz zum Halberstädter Kreuz aber steht der Gekreuzigte aufrecht mit nicht (wie in Halberstadt) geneigtem Kopf. Der Ruhe der Haltung des Gekreuzigten entspricht der flächige Faltenwurf des Lendenschurzes.
An der Schwelle vom 17. zum 18. Jahrhundert entstand der barocke Altaraufsatz, der ein von je drei Säulen gerahmtes Kreuzigungsgemälde mit zwei seitlich aufgestellten Evangelistenfiguren zeigt. Darüber ist Christus mit der Siegesfahne dargestellt.
Der Taufstein vom Anfang des 13. Jahrhunderts zeigt unter dem Rand der Kuppa einen plastischen Blattfries. Die reich geschnitzte Kanzel mit üppiger Akanthusornamentik stammt wohl vom Meister der Kanzel des Brandenburger Doms. Die Kanzeluhr ist erhalten. An der Nordseite des Schiffs sind Herrschaftsemporen aus der Zeit um 1700 mit reichem Schnitzwerk zu finden, das neben Beschlagwerk und Akanthusornamentik auch das Allianzwappen von Bismarck und von Katte zeigt.

### Grabdenkmäler und Epitaphien
Zahlreiche Grabdenkmäler und Epitaphien der Familie von Bismarck vervollständigen die Ausstattung. Zu nennen sind hier drei Grabsteine im südlichen Seitenschiff aus dem 16. Jahrhundert. An der Nordwand des Chores befindet sich ein hölzernes Trophäenepitaph für Georg Friedrich von Bismarck († 1696). Über dem zweiten nördlichen Pfeiler ist ein steinernes Trophäenepitaph des Christoph Friedrich I. von Bismarck († 1704) mit dem Brustbild des Verstorbenen in ovalem Hochrelief zu finden, bekrönt von zwei fliegenden Genien. Zu erwähnen ist weiterhin eine steinerne Relieftafel für Georg Heinrich von Bismarck († 1729) am fünften Pfeiler der Südseite mit lebensgroßem, auf Kupfer gemaltem Brustbild des Verstorbenen. Darüber befindet sich ein großes, reich dekoriertes hölzernes Epitaph für Augustus I. von Bismarck († 1670) und Frau, das wohl um 1700 von einem der Söhne gesetzt wurde. Weiter findet sich das steinerne Epitaph für Augustus II. von Bismarck († 1732) und Frau († 1719) mit den Brustbildern des Ehepaares im Hochrelief und allegorischen Figuren, das hoch zwischen den Obergadenfenstern über dem dritten Pfeiler auf der Südseite angebracht ist. Am fünften nördlichen Pfeiler ist ein Inschriftgrabstein für Valentin Busso von Bismarck († 1679) zu finden. An der südlichen Seite des Chores ist schließlich noch ein steinernes Epitaph für Ernst Friedrich von Bismarck († 1775) in Form einer großen Urne mit trauerndem Genius und Inschrifttafel zu erwähnen.

### Orgel
Die Orgel zeigt einen fünfachsigen Prospekt mit Rokoko-Ornamentik und wurde um 1760/70 von Gottlieb Scholtze erbaut. Sie wurde 2010 von der Firma Orgelbau Reinhard Hüfken restauriert und auf den Originalzustand zurückgeführt.
Die Disposition lautet:
| Manual      |       |  |
| Principal   | 8′    |  |
| Gedackt     | 8′    |  |
| Octave      | 4′    |  |
| Cornett III |       |  |
| Octave      | 2′    |  |
| Rohrflöte   | 4′    |  |
| Nassat      | 3′    |  |
| Quinte      | 1 ⁄2′ |  |
| Mixtur IV   |       |  |
| Trompete    | 8′    |  |

| Pedal   |     |  |
| Subbaß  | 16′ |  |
| Octave  | 8′  |  |
| Octave  | 4′  |  |
| Posaune | 16′ |  |

- Spielhilfen: Sonnenzug, 2 Sperrventile, Tremulant, Calcant